# Luftfartsulykken i Washington D.C. 2025
Luftfartsulykken i Washington D.C. 2025 var en ulykke, der skete i luften over Washington D.C. 29. januar 2025 kl 21, lokal tid. Ulykken involverede et regionalt passagerfly fra American Airlines med 64 mennesker ombord og en militærhelikopter (en black hawk).
Flyet kom fra Wichita i Kansas, mens helikopteren var på en træningstur med tre soldater fra hæren. I begyndelsen af eftermiddagen, dansk tid, var der fundet 28 døde (heraf én fra helikopteren), men det forventedes ikke, at der blev fundet nogen overlevende fra ulykken. Blandt passagererne var Evgenia Shishkova (en) og Vadim Naumov (en), der er tidligere verdensmestre i kunstskøjteløb.
Ulykken skyldtes ikke kommunikationsproblemer, og piloterne i passagerflyet havde hhv. 6 og 2 års erfaring i selskabets fly. Passagerflyet var igang med at lande i indenrigslufthavnen Ronald Reagan Washington National Airport (en). Både flyet og helikopteren styrtede efter kollisionen ned i Potomacfloden, hvor førstnævnte blev fundet i tre stykker, mens helikopteren blev fundet liggende på hovedet.